# Caraúbas do Piauí
Caraúbas do Piauí là một đô thị thuộc bang Piauí, Brasil. Đô thị này có diện tích 471,447 km², dân số năm 2007 là 5446 người, mật độ 11,55 người/km².